# 1592
Portal Geschichte | Portal Biografien | Aktuelle Ereignisse | Jahreskalender | Tagesartikel

◄ |
15. Jahrhundert |
16. Jahrhundert
| 17. Jahrhundert | ►

◄ |
1560er |
1570er |
1580er |
1590er
| 1600er | 1610er | 1620er | ►

◄◄ |
◄ |
1588 |
1589 |
1590 |
1591 |
1592
| 1593 | 1594 | 1595 | 1596 | ► | ►►
Staatsoberhäupter  · Nekrolog   · Musikjahr
| Januar | Januar | Januar | Januar | Januar | Januar | Januar | Januar |
| Kw     | Mo     | Di     | Mi     | Do     | Fr     | Sa     | So     |
| ------ | ------ | ------ | ------ | ------ | ------ | ------ | ------ |
| 1      |        |        | 1      | 2      | 3      | 4      | 5      |
| 2      | 6      | 7      | 8      | 9      | 10     | 11     | 12     |
| 3      | 13     | 14     | 15     | 16     | 17     | 18     | 19     |
| 4      | 20     | 21     | 22     | 23     | 24     | 25     | 26     |
| 5      | 27     | 28     | 29     | 30     | 31     |        |        |

| Februar | Februar | Februar | Februar | Februar | Februar | Februar | Februar |
| Kw      | Mo      | Di      | Mi      | Do      | Fr      | Sa      | So      |
| ------- | ------- | ------- | ------- | ------- | ------- | ------- | ------- |
| 5       |         |         |         |         |         | 1       | 2       |
| 6       | 3       | 4       | 5       | 6       | 7       | 8       | 9       |
| 7       | 10      | 11      | 12      | 13      | 14      | 15      | 16      |
| 8       | 17      | 18      | 19      | 20      | 21      | 22      | 23      |
| 9       | 24      | 25      | 26      | 27      | 28      | 29      |         |

| März | März | März | März | März | März | März | März |
| Kw   | Mo   | Di   | Mi   | Do   | Fr   | Sa   | So   |
| ---- | ---- | ---- | ---- | ---- | ---- | ---- | ---- |
| 9    |      |      |      |      |      |      | 1    |
| 10   | 2    | 3    | 4    | 5    | 6    | 7    | 8    |
| 11   | 9    | 10   | 11   | 12   | 13   | 14   | 15   |
| 12   | 16   | 17   | 18   | 19   | 20   | 21   | 22   |
| 13   | 23   | 24   | 25   | 26   | 27   | 28   | 29   |
| 14   | 30   | 31   |      |      |      |      |      |

| April | April | April | April | April | April | April | April |
| Kw    | Mo    | Di    | Mi    | Do    | Fr    | Sa    | So    |
| ----- | ----- | ----- | ----- | ----- | ----- | ----- | ----- |
| 14    |       |       | 1     | 2     | 3     | 4     | 5     |
| 15    | 6     | 7     | 8     | 9     | 10    | 11    | 12    |
| 16    | 13    | 14    | 15    | 16    | 17    | 18    | 19    |
| 17    | 20    | 21    | 22    | 23    | 24    | 25    | 26    |
| 18    | 27    | 28    | 29    | 30    |       |       |       |

| Mai | Mai | Mai | Mai | Mai | Mai | Mai | Mai |
| Kw  | Mo  | Di  | Mi  | Do  | Fr  | Sa  | So  |
| --- | --- | --- | --- | --- | --- | --- | --- |
| 18  |     |     |     |     | 1   | 2   | 3   |
| 19  | 4   | 5   | 6   | 7   | 8   | 9   | 10  |
| 20  | 11  | 12  | 13  | 14  | 15  | 16  | 17  |
| 21  | 18  | 19  | 20  | 21  | 22  | 23  | 24  |
| 22  | 25  | 26  | 27  | 28  | 29  | 30  | 31  |

| Juni | Juni | Juni | Juni | Juni | Juni | Juni | Juni |
| Kw   | Mo   | Di   | Mi   | Do   | Fr   | Sa   | So   |
| ---- | ---- | ---- | ---- | ---- | ---- | ---- | ---- |
| 23   | 1    | 2    | 3    | 4    | 5    | 6    | 7    |
| 24   | 8    | 9    | 10   | 11   | 12   | 13   | 14   |
| 25   | 15   | 16   | 17   | 18   | 19   | 20   | 21   |
| 26   | 22   | 23   | 24   | 25   | 26   | 27   | 28   |
| 27   | 29   | 30   |      |      |      |      |      |

| Juli | Juli | Juli | Juli | Juli | Juli | Juli | Juli |
| Kw   | Mo   | Di   | Mi   | Do   | Fr   | Sa   | So   |
| ---- | ---- | ---- | ---- | ---- | ---- | ---- | ---- |
| 27   |      |      | 1    | 2    | 3    | 4    | 5    |
| 28   | 6    | 7    | 8    | 9    | 10   | 11   | 12   |
| 29   | 13   | 14   | 15   | 16   | 17   | 18   | 19   |
| 30   | 20   | 21   | 22   | 23   | 24   | 25   | 26   |
| 31   | 27   | 28   | 29   | 30   | 31   |      |      |

| August | August | August | August | August | August | August | August |
| Kw     | Mo     | Di     | Mi     | Do     | Fr     | Sa     | So     |
| ------ | ------ | ------ | ------ | ------ | ------ | ------ | ------ |
| 31     |        |        |        |        |        | 1      | 2      |
| 32     | 3      | 4      | 5      | 6      | 7      | 8      | 9      |
| 33     | 10     | 11     | 12     | 13     | 14     | 15     | 16     |
| 34     | 17     | 18     | 19     | 20     | 21     | 22     | 23     |
| 35     | 24     | 25     | 26     | 27     | 28     | 29     | 30     |
| 36     | 31     |        |        |        |        |        |        |

| September | September | September | September | September | September | September | September |
| Kw        | Mo        | Di        | Mi        | Do        | Fr        | Sa        | So        |
| --------- | --------- | --------- | --------- | --------- | --------- | --------- | --------- |
| 36        |           | 1         | 2         | 3         | 4         | 5         | 6         |
| 37        | 7         | 8         | 9         | 10        | 11        | 12        | 13        |
| 38        | 14        | 15        | 16        | 17        | 18        | 19        | 20        |
| 39        | 21        | 22        | 23        | 24        | 25        | 26        | 27        |
| 40        | 28        | 29        | 30        |           |           |           |           |

| Oktober | Oktober | Oktober | Oktober | Oktober | Oktober | Oktober | Oktober |
| Kw      | Mo      | Di      | Mi      | Do      | Fr      | Sa      | So      |
| ------- | ------- | ------- | ------- | ------- | ------- | ------- | ------- |
| 40      |         |         |         | 1       | 2       | 3       | 4       |
| 41      | 5       | 6       | 7       | 8       | 9       | 10      | 11      |
| 42      | 12      | 13      | 14      | 15      | 16      | 17      | 18      |
| 43      | 19      | 20      | 21      | 22      | 23      | 24      | 25      |
| 44      | 26      | 27      | 28      | 29      | 30      | 31      |         |

| November | November | November | November | November | November | November | November |
| Kw       | Mo       | Di       | Mi       | Do       | Fr       | Sa       | So       |
| -------- | -------- | -------- | -------- | -------- | -------- | -------- | -------- |
| 44       |          |          |          |          |          |          | 1        |
| 45       | 2        | 3        | 4        | 5        | 6        | 7        | 8        |
| 46       | 9        | 10       | 11       | 12       | 13       | 14       | 15       |
| 47       | 16       | 17       | 18       | 19       | 20       | 21       | 22       |
| 48       | 23       | 24       | 25       | 26       | 27       | 28       | 29       |
| 49       | 30       |          |          |          |          |          |          |

| Dezember | Dezember | Dezember | Dezember | Dezember | Dezember | Dezember | Dezember |
| Kw       | Mo       | Di       | Mi       | Do       | Fr       | Sa       | So       |
| -------- | -------- | -------- | -------- | -------- | -------- | -------- | -------- |
| 49       |          | 1        | 2        | 3        | 4        | 5        | 6        |
| 50       | 7        | 8        | 9        | 10       | 11       | 12       | 13       |
| 51       | 14       | 15       | 16       | 17       | 18       | 19       | 20       |
| 52       | 21       | 22       | 23       | 24       | 25       | 26       | 27       |
| 53       | 28       | 29       | 30       | 31       |          |          |          |

| Januar | Januar | Januar | Januar | Januar | Januar | Januar | Januar |
| Kw     | Mo     | Di     | Mi     | Do     | Fr     | Sa     | So     |
| ------ | ------ | ------ | ------ | ------ | ------ | ------ | ------ |
| 1      |        |        | 1      | 2      | 3      | 4      | 5      |
| 2      | 6      | 7      | 8      | 9      | 10     | 11     | 12     |
| 3      | 13     | 14     | 15     | 16     | 17     | 18     | 19     |
| 4      | 20     | 21     | 22     | 23     | 24     | 25     | 26     |
| 5      | 27     | 28     | 29     | 30     | 31     |        |        |

| Februar | Februar | Februar | Februar | Februar | Februar | Februar | Februar |
| Kw      | Mo      | Di      | Mi      | Do      | Fr      | Sa      | So      |
| ------- | ------- | ------- | ------- | ------- | ------- | ------- | ------- |
| 5       |         |         |         |         |         | 1       | 2       |
| 6       | 3       | 4       | 5       | 6       | 7       | 8       | 9       |
| 7       | 10      | 11      | 12      | 13      | 14      | 15      | 16      |
| 8       | 17      | 18      | 19      | 20      | 21      | 22      | 23      |
| 9       | 24      | 25      | 26      | 27      | 28      | 29      |         |

| März | März | März | März | März | März | März | März |
| Kw   | Mo   | Di   | Mi   | Do   | Fr   | Sa   | So   |
| ---- | ---- | ---- | ---- | ---- | ---- | ---- | ---- |
| 9    |      |      |      |      |      |      | 1    |
| 10   | 2    | 3    | 4    | 5    | 6    | 7    | 8    |
| 11   | 9    | 10   | 11   | 12   | 13   | 14   | 15   |
| 12   | 16   | 17   | 18   | 19   | 20   | 21   | 22   |
| 13   | 23   | 24   | 25   | 26   | 27   | 28   | 29   |
| 14   | 30   | 31   |      |      |      |      |      |

| April | April | April | April | April | April | April | April |
| Kw    | Mo    | Di    | Mi    | Do    | Fr    | Sa    | So    |
| ----- | ----- | ----- | ----- | ----- | ----- | ----- | ----- |
| 14    |       |       | 1     | 2     | 3     | 4     | 5     |
| 15    | 6     | 7     | 8     | 9     | 10    | 11    | 12    |
| 16    | 13    | 14    | 15    | 16    | 17    | 18    | 19    |
| 17    | 20    | 21    | 22    | 23    | 24    | 25    | 26    |
| 18    | 27    | 28    | 29    | 30    |       |       |       |

| Mai | Mai | Mai | Mai | Mai | Mai | Mai | Mai |
| Kw  | Mo  | Di  | Mi  | Do  | Fr  | Sa  | So  |
| --- | --- | --- | --- | --- | --- | --- | --- |
| 18  |     |     |     |     | 1   | 2   | 3   |
| 19  | 4   | 5   | 6   | 7   | 8   | 9   | 10  |
| 20  | 11  | 12  | 13  | 14  | 15  | 16  | 17  |
| 21  | 18  | 19  | 20  | 21  | 22  | 23  | 24  |
| 22  | 25  | 26  | 27  | 28  | 29  | 30  | 31  |

| Juni | Juni | Juni | Juni | Juni | Juni | Juni | Juni |
| Kw   | Mo   | Di   | Mi   | Do   | Fr   | Sa   | So   |
| ---- | ---- | ---- | ---- | ---- | ---- | ---- | ---- |
| 23   | 1    | 2    | 3    | 4    | 5    | 6    | 7    |
| 24   | 8    | 9    | 10   | 11   | 12   | 13   | 14   |
| 25   | 15   | 16   | 17   | 18   | 19   | 20   | 21   |
| 26   | 22   | 23   | 24   | 25   | 26   | 27   | 28   |
| 27   | 29   | 30   |      |      |      |      |      |

| Juli | Juli | Juli | Juli | Juli | Juli | Juli | Juli |
| Kw   | Mo   | Di   | Mi   | Do   | Fr   | Sa   | So   |
| ---- | ---- | ---- | ---- | ---- | ---- | ---- | ---- |
| 27   |      |      | 1    | 2    | 3    | 4    | 5    |
| 28   | 6    | 7    | 8    | 9    | 10   | 11   | 12   |
| 29   | 13   | 14   | 15   | 16   | 17   | 18   | 19   |
| 30   | 20   | 21   | 22   | 23   | 24   | 25   | 26   |
| 31   | 27   | 28   | 29   | 30   | 31   |      |      |

| August | August | August | August | August | August | August | August |
| Kw     | Mo     | Di     | Mi     | Do     | Fr     | Sa     | So     |
| ------ | ------ | ------ | ------ | ------ | ------ | ------ | ------ |
| 31     |        |        |        |        |        | 1      | 2      |
| 32     | 3      | 4      | 5      | 6      | 7      | 8      | 9      |
| 33     | 10     | 11     | 12     | 13     | 14     | 15     | 16     |
| 34     | 17     | 18     | 19     | 20     | 21     | 22     | 23     |
| 35     | 24     | 25     | 26     | 27     | 28     | 29     | 30     |
| 36     | 31     |        |        |        |        |        |        |

| September | September | September | September | September | September | September | September |
| Kw        | Mo        | Di        | Mi        | Do        | Fr        | Sa        | So        |
| --------- | --------- | --------- | --------- | --------- | --------- | --------- | --------- |
| 36        |           | 1         | 2         | 3         | 4         | 5         | 6         |
| 37        | 7         | 8         | 9         | 10        | 11        | 12        | 13        |
| 38        | 14        | 15        | 16        | 17        | 18        | 19        | 20        |
| 39        | 21        | 22        | 23        | 24        | 25        | 26        | 27        |
| 40        | 28        | 29        | 30        |           |           |           |           |

| Oktober | Oktober | Oktober | Oktober | Oktober | Oktober | Oktober | Oktober |
| Kw      | Mo      | Di      | Mi      | Do      | Fr      | Sa      | So      |
| ------- | ------- | ------- | ------- | ------- | ------- | ------- | ------- |
| 40      |         |         |         | 1       | 2       | 3       | 4       |
| 41      | 5       | 6       | 7       | 8       | 9       | 10      | 11      |
| 42      | 12      | 13      | 14      | 15      | 16      | 17      | 18      |
| 43      | 19      | 20      | 21      | 22      | 23      | 24      | 25      |
| 44      | 26      | 27      | 28      | 29      | 30      | 31      |         |

| November | November | November | November | November | November | November | November |
| Kw       | Mo       | Di       | Mi       | Do       | Fr       | Sa       | So       |
| -------- | -------- | -------- | -------- | -------- | -------- | -------- | -------- |
| 44       |          |          |          |          |          |          | 1        |
| 45       | 2        | 3        | 4        | 5        | 6        | 7        | 8        |
| 46       | 9        | 10       | 11       | 12       | 13       | 14       | 15       |
| 47       | 16       | 17       | 18       | 19       | 20       | 21       | 22       |
| 48       | 23       | 24       | 25       | 26       | 27       | 28       | 29       |
| 49       | 30       |          |          |          |          |          |          |

| Dezember | Dezember | Dezember | Dezember | Dezember | Dezember | Dezember | Dezember |
| Kw       | Mo       | Di       | Mi       | Do       | Fr       | Sa       | So       |
| -------- | -------- | -------- | -------- | -------- | -------- | -------- | -------- |
| 49       |          | 1        | 2        | 3        | 4        | 5        | 6        |
| 50       | 7        | 8        | 9        | 10       | 11       | 12       | 13       |
| 51       | 14       | 15       | 16       | 17       | 18       | 19       | 20       |
| 52       | 21       | 22       | 23       | 24       | 25       | 26       | 27       |
| 53       | 28       | 29       | 30       | 31       |          |          |          |

## Ereignisse

### Politik und Weltgeschehen

#### Europa
- 23. Mai: In der Bretagne gelandete spanische Truppen entsetzen die im Achten Hugenottenkrieg von Truppen des französischen Königs Heinrich IV. belagerte Stadt Craon. In der Schlacht setzt sich der Feldherr Philippe-Emmanuel de Lorraine, duc de Mercœur gegenüber seinem Kontrahenten Henri de Bourbon, duc de Montpensier durch.
- 27. November: Nach 24-jähriger Regierungszeit stirbt König Johann III. von Schweden in Stockholm. Ihm folgt sein Sohn aus der ersten Ehe mit Katharina Jagiellonica, Sigismund III. Wasa, der bereits König von Polen und Großfürst von Litauen ist, auf den Thron.

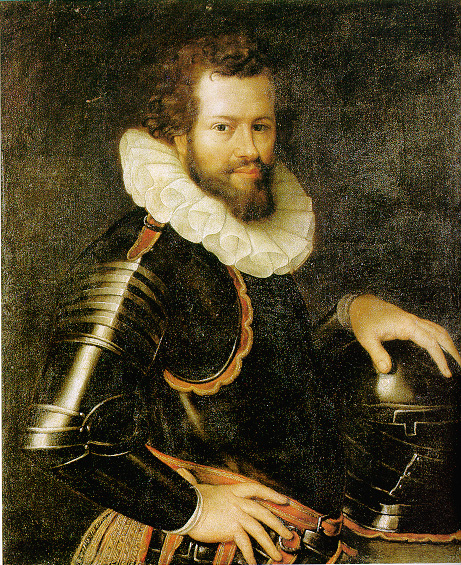
Ranuccio I. Farnese

- 3. Dezember: Ranuccio I. Farnese wird nach dem Tod seines Vaters Alessandro Herzog von Parma und Piacenza.

#### Korea / Japan
Der Imjin-Krieg beginnt am 14. April mit dem Angriff auf den koreanischen Hafen Busan durch den japanischen Herrscher Toyotomi Hideyoshi. Bereits 20 Tage später fällt Seoul. Die Provinzen P'yŏngan-do und Hamgyŏng-do kommen so unter japanische Kontrolle. Der koreanische Königshof flieht an den Yalu in die Stadt Uiju. Ein Teil des japanischen Heeres bleibt in Seoul, während der andere weiter nach Norden vorstößt. Am 8. Juni nach der Schlacht von Chungju fällt Hanseong. Nach der Einnahme der Festungsstadt Pjöngjang stellten die Japaner den Vormarsch ein, um auf Nachschub zu warten.
Inzwischen gelingt es jedoch der koreanischen Flotte unter dem Kommando von Admiral Yi Sun-sin, durch strategisches Geschick und mit Hilfe der in diesem Jahr neu entwickelten Schildkrötenschiffe, unter anderem am 16. Juni in der Seeschlacht von Okpo, entscheidende Siege über die japanische Flotte zu erringen und damit die Nachschubwege der Japaner zu unterbinden. Landesweit organisiert die koreanische Bevölkerung, vor allem aus der Schicht der Yangban, loyale Armeen, und die Regierungsstreitkräfte werden schließlich auch von China unter der Ming-Dynastie unterstützt, da dieses eine Bedrohung seines südlichen Pufferstaates nicht zulassen will. Ein chinesisches Heer unter General Li Ju-sung drängt die Japaner nach Süden zurück. Schon im Herbst 1593 kann die koreanische Regierung wieder in Seoul einziehen, und Friedensverhandlungen zwischen Japan und Korea beginnen.

#### Entdeckungsreisen

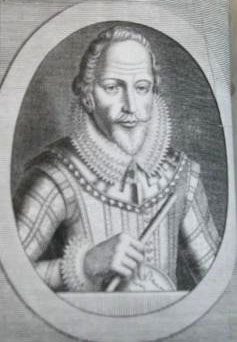
John Davis

Der englische Entdeckungsreisende Thomas Cavendish kommt auf der Fahrt, die im Vorjahr begonnen hat, ums Leben. Sein Begleiter John Davis entdeckt nach einem Sturm die Falklandinseln, ohne sie jedoch zu betreten. Auch seine Rückfahrt ist extrem verlustreich. Von den 76 Männern der ursprünglichen Besatzung erreichen nur 14 den Heimathafen.
Der griechische Seefahrer aus Kefalonia Juan de Fuca startet in spanischen Diensten seine Reise in Acapulco, Mexiko. De Fuca glaubte, zwischen dem 47° und 48° nördlicher Breite eine Meeresstraße gefunden zu haben, die er nach eigenen Angaben auch befuhr. Diese befindet sich jedoch auf dem 48° Breitengrad. Sie trägt seit 1788 den Namen Juan de Fuca Straße. Als erster Europäer gelangt er in den Westen Kanadas.

### Wirtschaft

Ein Rotsiegelschiff der Handelsfamilie Araki, 17. Jahrhundert

In Japan unter Toyotomi Hideyoshi wird erstmals das Rotsiegel-System erwähnt. Rotsiegel-Schiffe, bewaffnete Handelsschiffe, die ein mit einem roten Siegel versehenes Patent des frühen Tokugawa-Shogunates besitzen, fahren bis 1635 südostasiatische Häfen an.
In Kursachsen wird erstmals der Dreibrüdertaler mit den Bildnissen der drei minderjährigen Brüder Christian II., Johann Georg und August geprägt.

### Wissenschaft und Technik
Der Bischof von Malta Tomás Gargal gründet am 12. November auf Anregung von Papst Clemens VIII. und des Großmeisters des Malteserordens, Hugues Loubenx de Verdale, in Valletta das Collegium Melitense. Die heutige Universität Malta ist die älteste Universität des Commonwealth außerhalb Großbritanniens und bis heute die einzige Universität auf Malta.
Königin Elisabeth I. gründet unter dem Namen The College of the Holy and Undivided Trinity of Queen Elizabeth near Dublin die Universität Dublin als erste Universität Irlands.

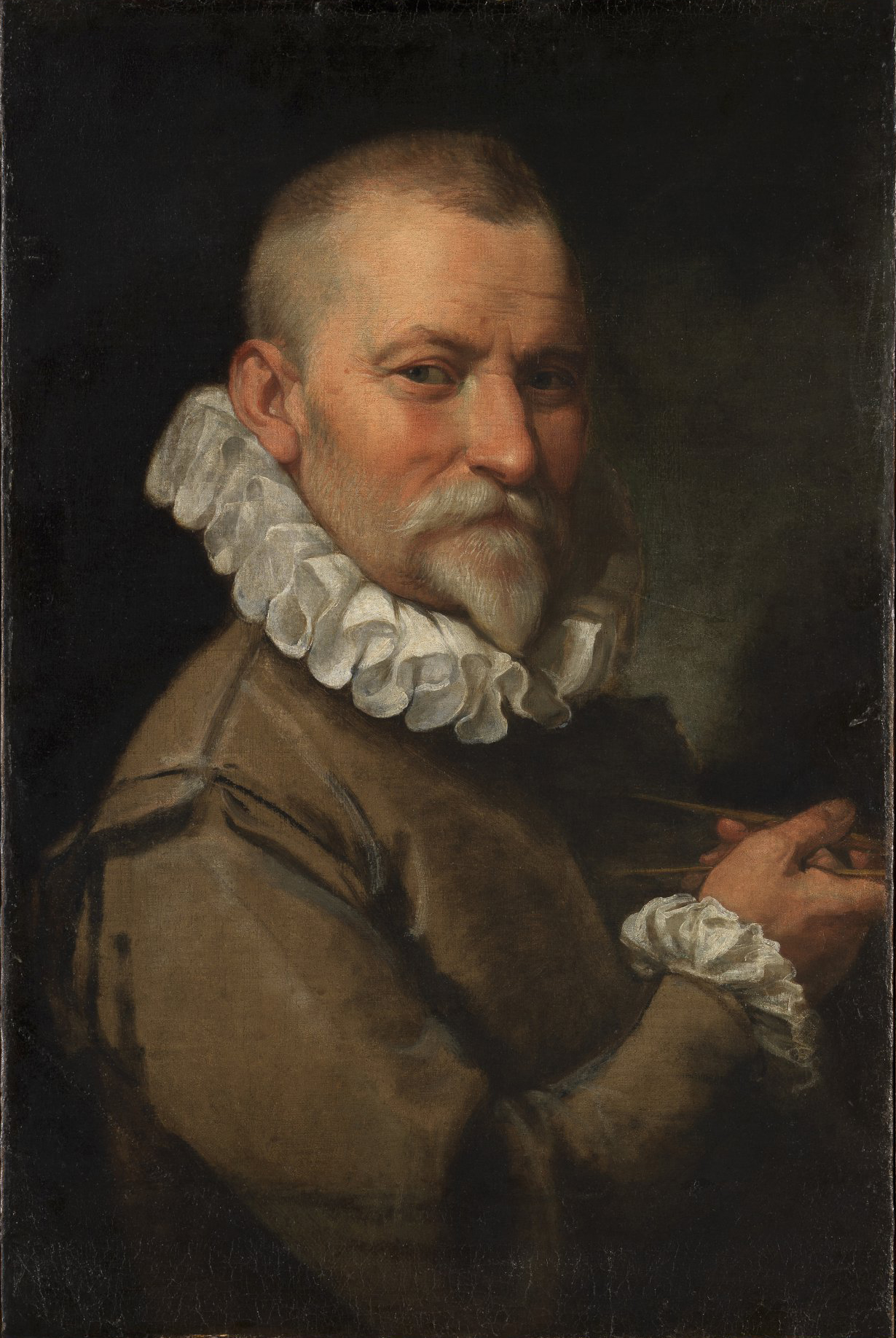
Domenico Fontana

Der Architekt, Maler und Bildhauer Domenico Fontana wird wegen des Vorwurfs der Unterschlagung öffentlicher Gelder vom neuen Papst Clemens VIII. entlassen und geht nach Neapel. Dort entdeckt er bei Kanalbauarbeiten Inschriften, für die sich zu diesem Zeitpunkt jedoch niemand interessiert. Erst 150 Jahre später wird klar, dass Fontana das verschüttete Pompeji entdeckt hat.

### Gesellschaft
- Das Herzogtum Pfalz-Zweibrücken führt als erstes Territorium der Welt die Schulpflicht ein.

### Religion

Wappen von Papst Clemens VIII., moderne Nachzeichnung

- 10. bis 30. Januar: Der Florentiner Ippolito Aldobrandini wird vom Konklave, an dem 54 Kardinäle teilnehmen, im 19. Wahlgang einstimmig als Nachfolger des Ende des letzten Jahres verstorbenen Innozenz IX. zum Papst gewählt. In Erinnerung an den florentinischen Vorgänger Clemens VII. nimmt er den Namen Clemens VIII. an. Zu den Beichtvätern des neuen Papstes gehören sein Lehrer Philipp Neri sowie der berühmte Kirchenhistoriker und Kardinal Cesare Baronio. Sein Pontifikat gehört zu den bedeutenden der katholischen Reform, die den Maßgaben des Tridentinums folgt.

## Historische Karten und Ansichten

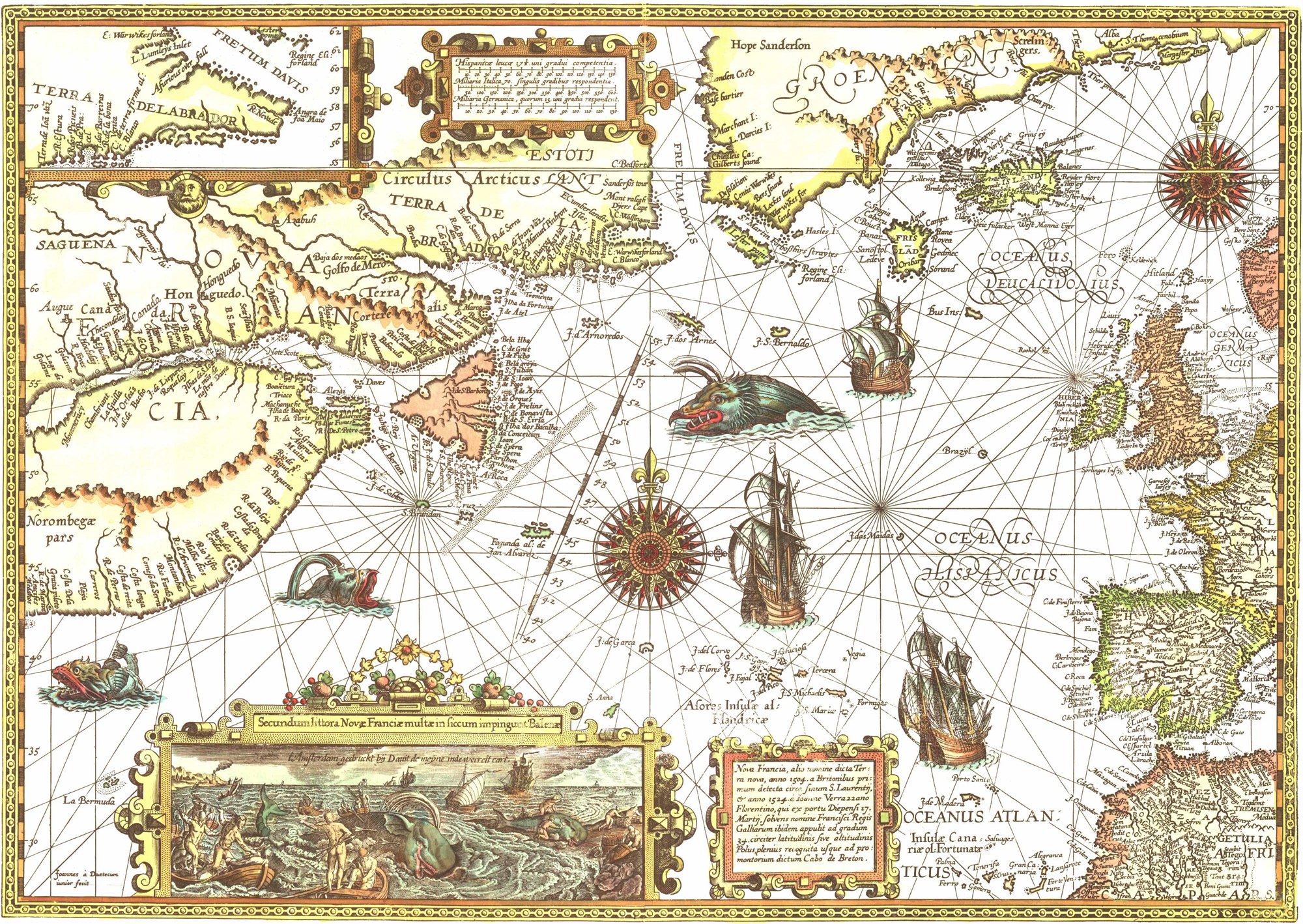
Karte von Nova Francia um 1592

## Geboren

### Januar bis April
- 01. Januar: Zacharias Brendel der Jüngere, deutscher Mediziner und Chemiker († 1638)
- 04. Januar: Peter de Spina III., deutscher Mediziner († 1655)
- 12. Januar: Otto Heinrich Fugger, kurbayrischer Heerführer im Dreißigjährigen Krieg († 1644)
- 14. Januar: Georg Nymmann, deutscher Mediziner († 1638)
- 15. Januar: Shah Jahan, indischer Kaiser und Erbauer des Taj Mahals († 1666)
- 22. Januar: Pierre Gassendi, französischer Philosoph, Theologe, Mathematiker, Astronom und Physiker († 1655)
- 27. März: Jiří Třanovský, slowakischer Hymnendichter und Komponist († 1637)
- 28. März: Johann Amos Comenius, Pädagoge und Theologe († 1670)
- 08. April: Justus Sinold, deutscher Rechtswissenschaftler († 1657)
- 09. April: Roger Conant, englischer Kolonist in Nordamerika († 1679)
- 11. April: John Eliot, englischer Politiker und ein Führer der damaligen Parlamentspartei († 1632)
- 13. April: Bruno Stisser, deutscher Rechtswissenschaftler und Jurist († 1646)
- 17. April: Sigismund Heusner von Wandersleben, deutscher Offizier und Politiker († 1645)
- 22. April: Wilhelm Schickard, Professor für biblische Sprachen, Astronomie und Mathematik an der Universität Tübingen († 1635)

### Mai bis Dezember
- 01. Mai: Adam Schall von Bell, deutscher Wissenschaftler und Missionar († 1666)
- 08. Mai: Francis Quarles, englischer Dichter († 1644)
- 24. Mai: Pieter Snayers, flämischer Maler († um 1667)
- 05. Juni: Anton Wolff von Todenwarth, Kanzler in der Landgrafschaft Hessen-Darmstadt († 1641)
- 19. Juni: Ferdinand Geizkofler, württembergischer Hofkanzleidirektor († 1653)
- 23. Juni: Tobias Michael, deutscher Komponist und Thomaskantor († 1657)
- 09. Juli: Elisabeth zur Lippe, Äbtissin im Stift Freckenhorst († 1646)
- 22. Juli: Johann Wachmann der Ältere, Syndicus der Freien Hansestadt Bremen († 1659)
- 13. August: Wilhelm von Nassau-Siegen, Graf von Nassau in Hilchenbach, niederländischer Feldherr († 1642)
- 28. August: George Villiers, 1. Duke of Buckingham, Günstling und leitender Minister unter den englischen Königen († 1628)
- 07. Oktober: Heinrich Wenzel, Herzog von Münsterberg und Bernstadt († 1639)
- 13. Oktober: Christian Gueintz, Pädagoge und Sprachgelehrter († 1650)
- 18. Oktober: Johannes Kempf, deutscher Mediziner († 1635)
- 22. Oktober: Gustaf Graf Horn, schwedischer Feldherr im Dreißigjährigen Krieg († 1657)
- 25. Oktober: Cornelis Bicker, Regent und Bürgermeister von Amsterdam († 1654)
- 26. Oktober: Wilhelm Leyser I., deutscher lutherischer Theologe († 1649)
- 04. November: Gerrit van Honthorst, niederländischer Maler († 1656)
- 05. November: Johann Markus von Altringen, Bischof von Seckau († 1664)
- 11. November: Erik Eriksson Ryning, schwedischer Admiral († 1654)
- 24. November: Pieter Snayers, flämischer Schlachtenmaler († um 1667)
- 28. November: Huang Taiji, Kaiser von China († 1643)
- 06. Dezember: William Cavendish, 1. Duke of Newcastle, englischer General und Politiker († 1676)
- 09. Dezember: Krzysztof Arciszewski, polnischer Adeliger, Militärführer, Ingenieur, Ethnograph, General, Vize-Gouverneur und Admiral († 1656)
- 10. Dezember: Silvester Hiller, Schweizer Mediziner und Bürgermeister von St. Gallen († 1663)
- 11. Dezember: David Cunz, Bürgermeister von St. Gallen († 1664)
- 28. Dezember: Marcus Banzer, deutscher Mediziner († 1664)

### Genaues Geburtsdatum unbekannt
- Heinrich von Ahlefeldt, Herr der Adligen Güter Lehmkuhlen, Lindau, Glasau und Herr des Schlosses Heiligenstedten († 1674)
- Emanuele Tesauro, italienischer Schriftsteller († 1675)
- Alessandro Orsini, italienischer Kardinal († 1626)

### Geboren um 1592
- Jacques Callot, französischer Zeichner und Radierer († 1635)

## Gestorben

### Januar bis März
- 05. Januar: Wilhelm der Reiche, Herzog von Jülich, Kleve und Berg von 1539 bis zu seinem Tod (* 1516)
- 10. Januar: Christian Schütz, deutscher evangelischer Theologe (* 1526)
- 14. Januar: Pedro de Moya y Contreras, spanischer Bischof der katholischen Kirche und Vizekönig von Neuspanien (* 1525/30)
- 16. Januar: Johann Kasimir von Pfalz-Simmern, Administrator der Kurpfalz (* 1543)
- 19. Januar: Johann Rudolf Stumpf, Schweizer evangelischer Geistlicher und Heimatforscher (* 1530)
- 22. Januar: Elisabeth von Österreich, von 1570 bis 1574 Königin von Frankreich (* 1554)
- 02. Februar: Ana de Mendoza y de la Cerda, spanisch-portugiesische Hofdame und Politikerin (* 1540)
- 13. Februar: Jacopo Bassano, italienischer Maler (* 1515)

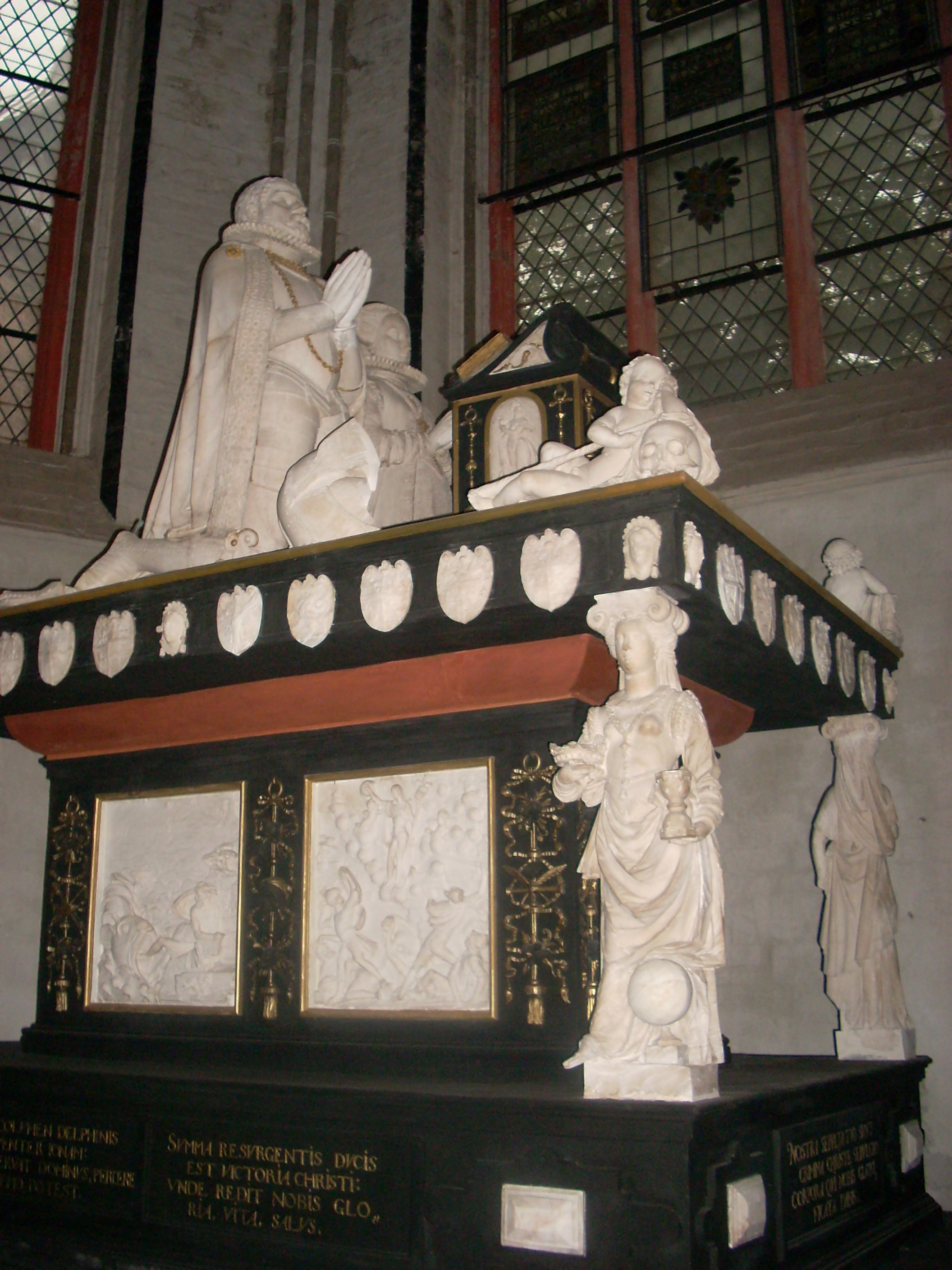
Das Grabmal von Christoph zu Mecklenburg

- 04. März: Christoph zu Mecklenburg, Administrator zu Ratzeburg und der Komturei Mirow (* 1537)
- 10. März: Michiel Coxcie, flämischer Maler (* 1499)
- 22. März: Johann VII., Herzog von Mecklenburg-Schwerin (* 1558)

### April bis Juni
- 08. April: Dorothea Susanne von der Pfalz, Herzogin von Sachsen-Weimar (* 1544)
- 11. April: Johannes Clajus, deutscher Pädagoge, evangelischer Theologe und Grammatiker (* 1535)
- 13. April: Bartolomeo Ammanati, italienischer Bildhauer und Baumeister (* 1511)
- 02. Mai: Johann IV. von Manderscheid-Blankenheim, Bischof von Straßburg (* 1538)
- 11. Mai: Christoph Walther III, deutscher Maler, Bildschnitzer und Hoforganist (* 1550)
- 17. Mai: Paschalis Baylon, Laienbruder im Franziskanerorden und Heiliger der römisch-katholischen Kirche (* 1540)
- 24. Mai: Nikolaus Selnecker, deutscher evangelischer Theologe, Reformator, Kirchenliederdichter und -komponist (* 1530)
- 03. Juni: Bartolomeo Passarotti, italienischer Maler und Radierer (* 1529)
- 09. Juni: Françoise Babou de La Bourdaisière, französische Hofdame (* um 1542)
- 17. Juni: Ernst Ludwig, Herzog von Pommern-Wolgast (* 1545)
- 26. Juni: Armand de Gontaut, Seigneur de Biron, französischer Staatsmann und Feldherr, Bürgermeister von Bordeaux, Marschall von Frankreich (* 1524)

### Juli bis Dezember
- 01. Juli: Marc’Antonio Ingegneri, italienischer Komponist (* 1535/36)
- 03. Juli: Francesco Bassano der Jüngere, italienischer Maler (* 1549)
- 06. Juli: Johann Georg, Herzog von Ohlau und Wohlau (* 1552)
- 18. Juli: Sybille von Sachsen, Herzogin von Sachsen-Lauenburg (* 1515)
- 22. Juli: Ludwig Rabus, deutscher lutherischer Theologe und Konfessionalist (* 1523)
- 15. August: Konrad Limmer, deutscher evangelischer Theologe, Reformator und Konfessionalist (* um 1522)
- 20. August: Wilhelm der Jüngere, Herzog zu Braunschweig und Lüneburg, Fürst von Lüneburg (* 1535)
- 25. August: Fleurette de Nérac, französische Mätresse
- 25. August: Wilhelm IV., Landgraf von Hessen-Kassel (* 1532)
- 31. August: Wilhelm von Rosenberg, Oberstlandeskämmerer und Oberster Burggraf von Böhmen (* 1535)
- 03. September: Robert Greene, englischer Schriftsteller (* 1558)
- 13. September: Michel Eyquem de Montaigne, französischer Philosoph, Humanist und Skeptiker, Begründer der literarischen Kunstform des Essays (* 1533)
- 21. September: Ninian Winzet, Beichtvater von Maria Stuart (* 1518)
- 28. Oktober: Augerius Gislenius Busbequius, flämischer Humanist und Diplomat (* 1522)
- 02. November: Modesta Pozzo, venezianische Schriftstellerin und Dichterin (* 1555)

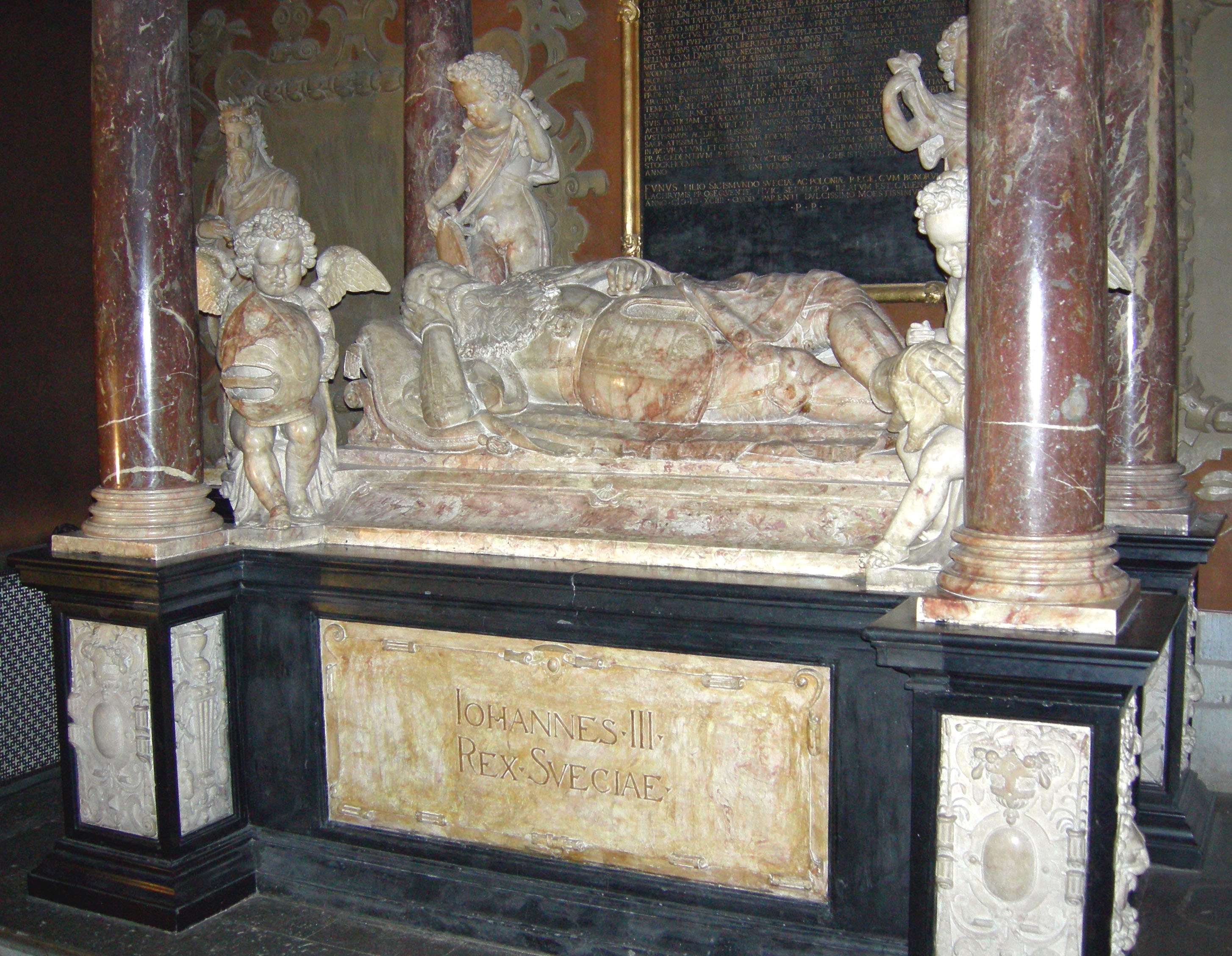
Grab des Johann III. im Dom zu Uppsala

- 17. November: Johann III., König von Schweden (* 1537)
- 23. November: André Thevet, französischer Forscher und Schriftsteller (* 1516)
- 24. November: Kanō Shōei, japanischer Maler (* 1519)
- 26. November: Patrick Adamson, Erzbischof von St Andrews (* 1537)
- 03. Dezember: Alessandro Farnese, Herzog von Parma und Piacenza (* 1545)
- 13. Dezember: Philippe de Lénoncourt, französischer Kardinal (* 1527)

### Genaues Todesdatum unbekannt
- John Udall, englischer Schriftsteller (* um 1560)